# Nina Ricci
Nina Ricci, de verdader nom Maria Adélaïde Nielli, nascuda el 14 de gener 1883 a Torí i morta el 29 de novembre de 1970 a París, fou una dissenyadora i costurera francoitaliana.

## Biografia
Nascuda a Torí, era filla de Francesca Berra i de Vincenzo Nielli. La seva família es va traslladar a Florència quan ella tenia 5 anys i set anys més tard es mudaren a França. Es va casar amb Luigi Ricci, fill d'un joier italià, amb qui va tenir un fill el 1905, Robert (1988 †). Nina Ricci va treballar durant uns vint anys a Raffin, una casa de moda parisenca amb una excel·lent reputació. En el 1929, amb la mort de Raffin i el tancament de Raffin i Ricci, desitjà retirar-se.
En 1932, el seu fill deixava el seu negoci de publicitat i fundava, per a la seva mare, la casa de moda en el 20 de la rue des Capucines, al primer districte de París. Robert, home d'afers reputat, administrà la casa de costura durant uns quants anys i creà igualment l'estudi de fotografia Harcourt. Desenvolupà També els perfums, una activitat en la qual es va involucrar especialment i que va permetre a la marca establir la seva reputació a l'estranger, deixant la responsabilitat de la costura a la seva mare

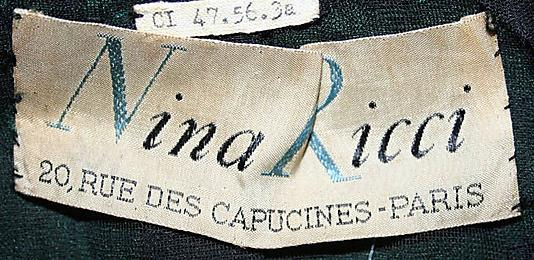

A partir de finals del 1945, l'empresa es llança a la creació de perfums (Cœur joie, al desembre de 1945, vestit amb una ampolla de Lalique i Christian Bérard, Capricci, Fille d'Ève, Farouche, Pomme d'Amour, etc.), el més famós dels quals, L'Air du temps (1948), es comercialitzava en un flascó realitzat per la fàbrica de cristall de Lalique. Nina Ricci i el seu fill col·laboraren igualment amb diversos artistes.

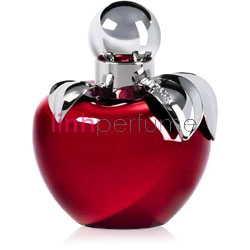
Perfum de Nina Ricci

Dotada per al tall, no sabia dibuixar i duia a terme els seus models directament sobre un maniquí. La seva primera col·lecció va ser immediatament un èxit. Al punt més àlgid, la casa emprà fins a 500 persones. Nina Ricci Boutique, una segona línia pròxima a la futura línia de prêt-à-porter de l'empresa, va ser llançada en els anys 50, però va ser en el 1964 quan va aparèixer la línia definitiva. Jules-François Crahay va entrar a la casa en el 1954 per a ajudar Nina Ricci; a poc a poc, cada vegada va convertir-se en un col·laborador més important fins que va crear totes les col·leccions. La de 1959, «Crocus», va ser un gran èxit. Crahay abandona la casa l'any 1963 i fou reemplaçat per Gérard Pipart. En aquells anys, part del prêt-à-porter es fabricava a la rue du Sentier i a Salbris, i era distribuït pels establiments Vaskène, que representaven aquesta producció en el Salon du Prêt à Porter de París, mentre que l'alta costura es mostrava en els salons Nina Ricci.
En el 1979, la casa es va traslladar a l'Avinguda Montaigne, davant de Dior, i a l'any següent, el gendre de Robert Ricci es va fer càrrec de la gestió conjunta. L'any 1988, Elf-Sanofi va adquirir una participació minoritària en el capital de l'empresa de perfumeria Nina Ricci, propietària de la casa de costura. Deu anys més tard, Puig va comprar la costura i els perfums. L'any 2009, Peter Copping en prengué la direcció artística.
Nina Ricci va viure una part de la seva vida a Ploujean (a prop de Morlaix), en una casa art déco, sobre el marge del Dossen.
Està enterrada a Courances.